# PWD Bamenda
Public Works Department Social Football Club Bamenda w skrócie PWD Bamenda – kameruński klub piłkarski grający w kameruńskiej pierwszej lidze, mający siedzibę w mieście Bamenda.

## Sukcesy
- Première Division[1]:
  - mistrzostwo (1): 2019/2020

- Puchar Kamerunu[2]:
  - zwycięstwo (1): 2021

## Występy w afrykańskich pucharach
| Sezon     | Rozgrywki           | Runda   | Kraj                          | Klub             | Dom | Wyjazd | Dwumecz |
| --------- | ------------------- | ------- | ----------------------------- | ---------------- | --- | ------ | ------- |
| 2004      | Puchar Konfederacji | 1       | Demokratyczna Republika Konga | TP Mazembe       | 1–0 | 1–2    | 2–2     |
| 2004      | Puchar Konfederacji | 2       | Senegal                       | AS Douanes       | 2–2 | 0–3    | 2–5     |
| 2020/2021 | Liga Mistrzów       | wstępna | Południowa Afryka             | Kaizer Chiefs FC | 0–1 | 0–0    | 0–1     |
| 2022/2023 | Puchar Konfederacji | 1       | Madagaskar                    | AS Saint Michel  | 1–1 | 0–1    | 1–2     |

## Stadion
Domowe mecze klub rozgrywa na stadionie o nazwie Stade Municipal Mankon w Bamendzie. Stadion może pomieścić 5000 widzów.

## Reprezentanci kraju grający w klubie
Stan na marzec 2024.
| - Léonel Ateba - Thomas Bawak - Haschou Berrido - Fernando Bongnyang - Collins Fai - Haschou Kerrido - Louiz Mbah | - Matthew Mbuta - Pius N’Diefi - Augustine Simo - Bertin Tomou - Basile Yamkam - Christian Essel |